# 緑健児
緑 健児（みどり けんじ、男性、1962年（昭和37年）4月18日 - ）は、日本の空手家、空手指導者である。段位は新極真会空手八段。鹿児島県奄美大島出身。NPO法人全世界空手道連盟新極真会代表理事。公益社団法人全日本フルコンタクト空手道連盟理事長。

## 来歴

### 選手時代
鹿児島県大島郡瀬戸内町（奄美大島）に生まれる。梶原一騎原作の極真空手を題材とした『空手バカ一代』に感銘を受け1978年に上京、高校進学と同時に当時の極真会館東京城南川崎支部（廣重毅支部長）に入門する。
1985年、1987年の全日本ウェイト制空手道選手権大会にて軽量級の部で優勝。また、無差別級のみで行われる全日本空手道選手権大会（1985年開催）において、5位入賞（敢闘賞受賞）という成績を挙げる。
1987年に開催された第4回全世界空手道選手権大会に日本代表選手として出場し、ベスト16の成績を残したが、この試合で引退を決意する。
しかし、翌年のスイス国際大会に出場し、選手として復帰する。
国内では1990年に開催された第7回全日本ウェイト制空手道選手権大会で復帰し、軽量級で優勝する。同年に開催された第22回全日本空手道選手権大会では準優勝し、第5回全世界空手道選手権大会の日本代表選手となる。
世界大会前に総裁である大山が緑の故郷、奄美大島を訪れて激励した。緑の著作のタイトルでもある「死力達成」はこの時、大山から送られた言葉である。
1991年の第5回全世界空手道選手権大会では、身長165cm、体重約70kgという体格ながら、体重無差別のトーナメントで黒澤浩樹、増田章ら強豪選手を破って優勝し、小さな巨人と賞賛された。

### 引退後
第5回全世界空手道選手権大会をもって現役を引退する。現役引退後は故郷の奄美大島と福岡県で、支部長として後進の育成・指導を行う。
1994年4月26日に極真空手の創始者である大山倍達が死去。松井章圭を館長としてスタートしたが、1年後には運営体制を巡る対立から内部分裂することになる。それに伴い、緑は三瓶啓二を中心とする支部長協議会派に属する。支部長協議会派は大山倍達の妻である大山智弥子が館長を務める時代を経て、三瓶啓二が代表となり、緑は副代表に就任した。
2000年に三瓶は代表を辞任し、緑が極真会館の代表理事に就任する。2001年には国際空手道連盟会長に就任。
マスコミが乱立する極真各派を整理するため大山夫人館長時代は大山派、三瓶代表時代は三瓶派、緑の代表就任後は緑派と呼称された。
その後、2003年に全世界空手道連盟新極真会に名称を変更し、引き続き代表理事を務める。
極真会館時代に緑健児が空手を指導した縁で、長渕剛が新極真会の会歌を作った。

## フルコンタクト空手のオリンピック競技化への取り組み
近年ではフルコンタクト空手のオリンピック競技化を目指す旨の発言を行い、2010年に新極真会は財団法人日本オリンピック委員会（JOC）副会長の福田富昭が会長を務める日本格闘競技連盟（JMAGA）に加盟した。
2013年3月には、フルコンタクト空手団体の統一とオリンピック種目化を目指して設立された公益社団法人全日本フルコンタクト空手道連盟の理事長に就任した。
2016年8月、国際オリンピック委員会総会で、2020年東京オリンピックの追加競技に空手が承認されたが、フルコンタクトの組手は採用されなかった。緑は「カラテドリームフェスティバル2016国際大会」の開会の挨拶において、「フルコンタクト空手の独自性と幅広い支持者の存在、そして何より武道空手の素晴らしさを国際スポーツ界にアピールをし、いつの日かオリンピック競技化を実現させたい。」と想いを述べた。

## 大会戦績
- 1980年4月 第1回千葉大会・4位
  - （1回戦） 海老塚均 ◎ 一本勝ち
  - （2回戦） 田代芳典 ○
  - （3回戦） 加宮慎一 ○ 技有
  - （準々決勝） 佐藤竜也 ○ 延長1
  - （準決勝） 松井章圭 ●
  - （3位決定） 柿沼英明 ●

- 1983年8月 第1回西日本大会・3位
  - （1回戦） 大井肇 ○ 4-0
  - （2回戦） 山本裕司 ○ 5-0
  - （3回戦） 西村藤雄 ◎ 一本勝ち 後ろ廻し
  - （準々決勝） 国本武一 ○ 3-0
  - （準決勝） 川畑幸一 ● 0-3
  - （3位決定） 五来克仁 ○ 延長1

- 1984年4月 第1回全日本ウェイト制空手道選手権大会 軽量級・ベスト8
  - （1回戦） 藤本道明 ○ 4-0
  - （2回戦） 逸見雅彦 ○ 5-0
  - （3回戦） 八重樫貞夫 ○ 5-0
  - （準々決勝） 中島春男 ● 延長1 0-3

- 1985年6月 第2回全日本ウェイト制空手道選手権大会 軽量級・優勝
  - （1回戦） 原田佳郎 ◎ 技2 合わせ一本 上段廻し
  - （2回戦） 坂本壱弘 ○ 5-0
  - （3回戦） 竹下洋文 ○ 5-0
  - （準々決勝） 津田久義 ○ 3-0
  - （準決勝） 定本宏之 ○ 4-0
  - （決勝） 三明広幸 ○ 5-0

- 1985年11月 第17回全日本空手道選手権大会・5位／敢闘賞
  - （1回戦） 工藤幸喜 ○ 5-0 技1
  - （2回戦） 藤原康晴 ○ 4-0
  - （3回戦） 岡本信夫 ○ 延長1 5-0
  - （4回戦） 高橋靖 ○ 延長1 4-0
  - （準々決勝） 増田章 ● 0-5 技1

- 1986年11月 第18回全日本空手道選手権大会
  - （1回戦） 入佐 堅一 ◎ 技1 下段廻し
  - （2回戦） 三明広幸 ● 延長1 0-5

- 1987年6月 第4回全日本ウェイト制空手道選手権大会 軽量級・優勝
  - （当日予選） 阪田徹 ○ 5-0 技1
  - （1回戦） 園山満 ○ 5-0 技1
  - （準々決勝） 河西泰宏 ○ 4-0
  - （準決勝） 津田久義 ○ 5-0 技1
  - （決勝） 三明広幸 ○ 延長1 5-0

- 1987年11月 第4回全世界空手道選手権大会・ベスト16
  - （1回戦） ヘルマン・ロドリゲス ○ 5-0
  - （2回戦） テオ・コク・フン ○ 4-0
  - （3回戦） A・パナティオティス ○ 延長2 5-0
  - （4回戦） アデリーノ・シルバ ○ 延長2 体重測定
  - （5回戦） マイケル・トンプソン ● 0-4

- 1988年9月 スイス国際大会・準優勝
  - （1回戦） サンチャゴ・アラルコン ○ 5-0
  - （2回戦） △ 不戦勝
  - （準々決勝） ジョセフ・ボルザ ▲ 反則負け
  - （決勝） アンディ・フグ ● 延長2 判定負け

- 1990年6月 第7回全日本ウェイト制空手道選手権大会 軽量級・優勝
  - （前日予選） 高崎眞 ◎ 技2 合わせ一本
  - （当日予選） 佐野光哉 ○ 5-0 技1
  - （1回戦） 植木秀憲 ○ 4-0
  - （2回戦） 角田好弘 ◎ 一本勝ち 後ろ廻し
  - （準決勝） 阪田徹 ○ 5-0
  - （決勝） 山本健策 ○ 5-0

- 1990年12月 第22回全日本空手道選手権大会・準優勝
  - （1回戦） 根岸明秀 ◎ 一本勝ち 中段廻し
  - （2回戦） 柴田自由 ○ 5-0
  - （3回戦） 高橋衛 ○ 3-0
  - （4回戦） 安部清文 ○ 3-0
  - （準々決勝） 内山武盛 ○ 延長2 4-0
  - （準決勝） 岩崎達也 ○ 延長2 体重測定
  - （決勝） 増田章 ● 延長2 0-5 技▲

- 1991年11月 第5回全世界空手道選手権大会・優勝
  - （1回戦） ラムジ・バジラチャラヤ ◎ 一本勝ち 中段廻し
  - （2回戦） ボンガニ・ムビザ ○ 延長1 5-0
  - （3回戦） リカルド・ベラスケス ○ 4-0
  - （4回戦） スピテールス・コーン ◎ 一本勝ち 上段廻し
  - （5回戦） タデウ・シルバ ○ 5-0
  - （準々決勝） 七戸康博 ○ 延長2 体重測定
  - （準決勝） 黒澤浩樹 ○ 延長2 体重測定
  - （決勝） 増田章 ○ 延長2 体重測定

## 出演番組
- 新極真魂（新極真会レギュラー番組、J SPORTS3）

　毎月1回放送60分番組　新極真会主催の全国で開催される地方大会、海外での大会の模様、道場や選手の練習風景他など、新極真カラテ関連の情報番組。
- 宇宙一せまい授業!（あっ!とおどろく放送局、2007年）

## 著書
- 『太陽よりも輝いて』（六法出版社 1993/04）
- 『極真空手バイブル―王者が教える最新技術』（監修 株式会社光栄 1997/07）
- 『死力達成』（ぶんか社 2003/7）
- 『最強を極める空手入門』（ベースボール・マガジン社 2005/12）
- 『宇宙一せまい授業!』（北本かつらと共著 東邦出版）